# Rahmenübereinkommen zum Schutz nationaler Minderheiten
Das Rahmenübereinkommen zum Schutz nationaler Minderheiten des Europarats legt Grundsätze im Bereich des öffentlichen Lebens für Angehörige nationaler Minderheiten und deren individuelle und kollektive Rechte fest.
Es „ist das erste rechtsverbindliche multilaterale Instrument Europas, das dem Schutz nationaler Minderheiten im allgemeinen gewidmet ist. Es hat zum Ziel, den Bestand nationaler Minderheiten in dem jeweiligen Hoheitsgebiet der Vertragsstaaten zu schützen“.
Das Rahmenübereinkommen mit der SEV-Nr. 157 wurde im Rahmen des Europarats ausgearbeitet, am 1. Februar 1995 in Straßburg unterzeichnet und trat mit 12 Ratifikationen am 1. Februar 1998 allgemein in Kraft.
Von den 46 Mitgliedstaaten des Europarats  haben das Übereinkommen 39 Staatenratizifiziert.
Es gilt derzeit (Stand 12/2023) nicht in Andorra, Belgien, Frankreich, Griechenland, Island, Luxemburg, Monaco und der Türkei. Frankreich begründet die Nicht-Zeichnung damit, dass hierdurch die Einheit des Staates Frankreich in Gefahr gebracht würde und die französische Sprache an Bedeutung verlieren könne. 
Überblick über den Inhalt
Abschnitt I (Artikel 1 bis 3) gewährt jeder einer nationalen Minderheit zugehörigen Person das Recht, zu entscheiden, als Angehöriger der Minderheit behandelt zu werden oder nicht (Artikel 3). Der erläuternde Bericht zum Abkommen präzisiert, dass daraus kein Recht des Einzelnen abzuleiten sei, die Zugehörigkeit zu einer nationalen Minderheit frei zu wählen.
Abschnitt II (Artikel 4 bis 19) legt das Recht aller Angehörigen einer nationalen Minderheit, sich friedlich zu versammeln und sich frei zusammenzuschließen (Artikel 7), auf die freie Meinungsäußerung und die Gedanken-, Gewissens- und Religionsfreiheit und den Zugang zu den Medien fest.
Des Weiteren sind Freiheitsrechte, was den Gebrauch der Sprache, das Bildungswesen und die grenzüberschreitende Zusammenarbeit usw. angeht, niedergelegt.
Über die Durchführung des Rahmenübereinkommens durch die Vertragsparteien wacht das Ministerkomitee des Europarats (Artikel 24).